# アルジェーニョ
アルジェーニョ（伊: Argegno）は、イタリア共和国ロンバルディア州コモ県にある、人口約700人の基礎自治体（コムーネ）。

## 地理

### 位置・広がり
コモ県中部、ヴァル・ディンテルヴィ（インテルヴィ谷）に位置する、コモ湖畔のコムーネ。県都コモから北北東へ15kmの距離にある。

#### 隣接コムーネ
隣接するコムーネは以下の通り。※はコモ湖対岸のコムーネ。
- ピグラ - 北
- コロンノ - 北東
- レッツェノ - 東※
- ネッソ - 南東※
- ブリエンノ - 南
- スキニャーノ - 南西
- ディッツァスコ - 西

### 地震分類
イタリアの地震リスク階級 (it) では、4 に分類される
。

## 行政

### 山岳部共同体
広域行政組織である山岳部共同体「ラーリオ・インテルヴェーゼ山岳部共同体」 (it:Comunità montana del Lario Intelvese) （事務所所在地: チェントロ・ヴァッレ・インテルヴィ）を構成するコムーネの一つである。